# Expulsion des Loyalistes
L’expulsion des Loyalistes est un évènement qui a suivi la défaite de la Grande-Bretagne par les Patriotes américains des Treize Colonies et les Français à la bataille de Yorktown. Appelés « Loyalistes », les Américains restés fidèles au roi d’Angleterre, pendant la révolution américaine, furent considérés par les nouveaux Américains comme des traitres à la cause de l’indépendance américaine et furent expulsés de la nouvelle nation des États-Unis.

## Origines

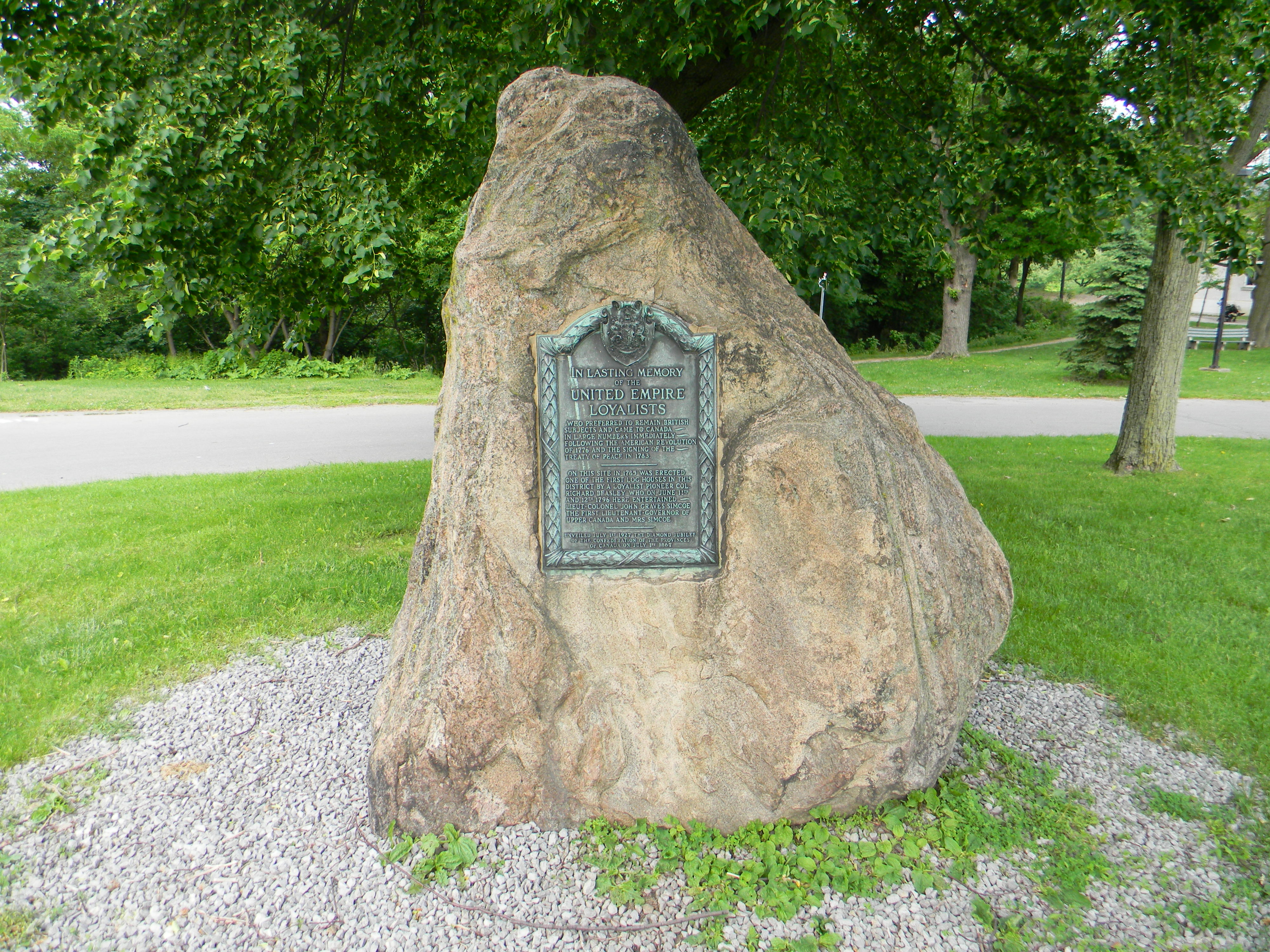
Plaque à la mémoire d’un Loyaliste de l’Empire Uni à Hamilton, en Ontario.

Nombre de Loyalistes étaient d’éminents Américains, dont les ancêtres s’étaient installés dès le début du XVIIe siècle, tandis que d’autres étaient des colons récemment arrivés dans les Treize Colonies avec peu de liens économiques ou sociaux. Nombre de loyalistes, qui avaient rejeté les idéaux républicains de la révolution américaine, avaient subi de mauvais traitements de la part des Patriots. Ayant vu leurs biens confisqués par les rebelles, la Grande-Bretagne leur offrit, en compensation, des terres gratuites dans l’Amérique du Nord restée britannique. Les Loyalistes fuirent le pays pour s'installer en Grande-Bretagne ou ailleurs en Amérique du Nord britannique, comme au Canada, où on les honorait du titre de « United Empire Loyalist » (loyalistes de l’Empire uni) ou aux Antilles britanniques. Les riches exilés loyalistes les plus éminents prirent, pour reconstruire leur carrière, le chemin de la Grande-Bretagne où nombre d’entre eux reçurent des pensions. Beaucoup de Loyalistes du Sud, emmenèrent leurs esclaves aux Antilles et aux Bahamas, en particulier les îles Abacos. Certains se réinstallèrent dans ce qui était initialement la province de Québec (y compris l’actuel Ontario) et en Nouvelle-Écosse (y compris l’actuel Nouveau-Brunswick). Leur arrivée marqua le début d’une prédominance anglophone de la population dans le futur Canada à l’est et à l’ouest de la frontière du Québec. Comme l’esclavage était également légal au Canada, une loi impériale de 1790 ayant garanti aux éventuels immigrants au Canada que leurs esclaves resteraient leur propriété, de nombreux loyalistes du Sud de l’Amérique amenèrent leurs esclaves avec eux. Cependant la plupart des Loyalistes noirs étaient libres, ayant été affranchis en échange de leur lutte pour les Britanniques ou pour avoir rejoint leurs rangs  pendant la révolution. Le gouvernement britannique les aida également à se réinstaller au Canada et transféra près de 3 500 Noirs libres au Nouveau-Brunswick.
Les Loyalistes demeuraient fidèles à l’Angleterre soit par loyauté envers le roi George III ou parce qu’ils étaient peu disposés à se rebeller contre la Couronne, ou parce qu’ils croyaient à la possibilité d’une évolution paisible de l’indépendance américaine. Comme l’a dit Daniel Bliss de Concord (Massachusetts) (qui est devenu ensuite le juge en chef du Nouveau-Brunswick) : « Mieux vaut vivre sous un tyran à un millier de miles de distance, que sous un millier de tyrans à un mile de distance. » Les historiens ont estimé que 15 à 20 % de la population était loyaliste. L’historien Robert Middlekauff estime qu’environ 500 000 colons, soit 19 % de la population blanche, restèrent loyaux à la Grande-Bretagne.

## Persécution des Loyalistes

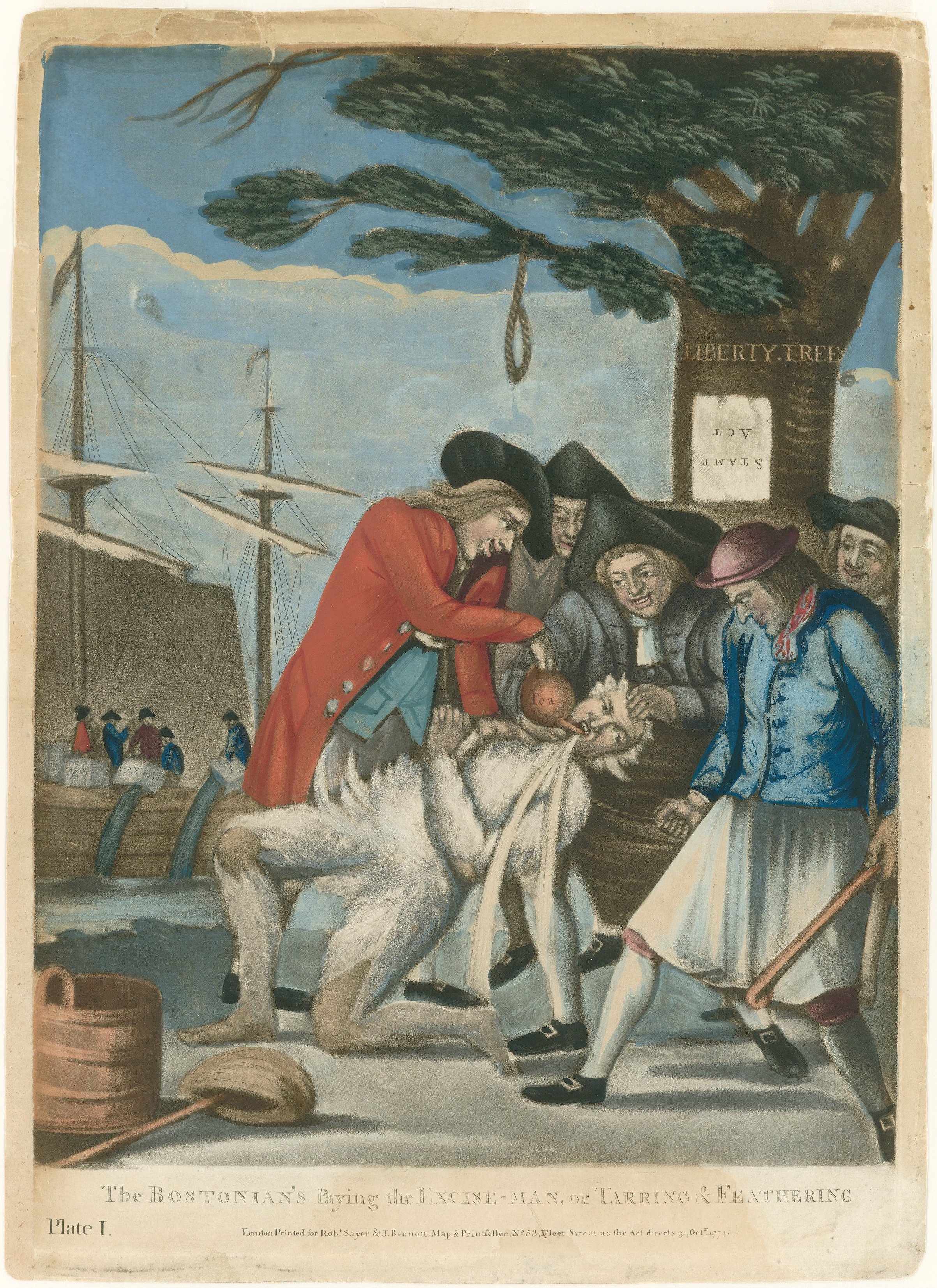
Le douanier John Malcolm passé au goudron et aux plumes à Boston en 1774.

C’est aux mains de la foule révolutionnaire que les Loyalistes furent persécutés les premiers. Le pire fut à Boston par les révolutionnaires en colère. En 1765, en même temps que le Stamp Act, des foules à Boston attaquèrent et détruisirent les magnifiques maisons de Andrew Oliver et Thomas Hutchinson. Ils détruisaient tout sur leur passage. En 1768, cette foule a délibérément attaqué les troupes britanniques à Boston. Ils se déguisèrent en Amérindiens pour jeter le thé anglais dans l’océan.

## Résistance des Loyalistes
Les Loyalistes finirent par se venger contre les indépendantistes par l’entremise des actions d’un groupe paramilitaire appelé les « Butler’s Rangers. » John Butler était un riche propriétaire avant la révolution, qui ne partageait pas la pensée indépendantiste des Républicains. Il forma, durant la révolution, un groupe d’hommes pour rompre les communications de l’Armée continentale américaine et saper leurs approvisionnements, démoraliser les habitants et attaquer les groupes paramilitaires républicains.
Les excès de la foule étaient aussi violents, ailleurs comme à New York, détruisant les presses des Loyalistes, les fenêtres de maisons, détruisant leur propriété et volant leurs effets personnels. Leurs passe-temps favoris étaient de soumettre les « affreux tories » aux supplice du goudron et des plumes en dénudant leurs victimes avant de leur appliquer du goudron sur la peau et de les rouler dans des plumes, pour les exhiber dans les rues au grand plaisir de leurs voisins. Ils pouvaient aussi subir des corrections par la foule et être pendus aux arbres de la liberté.

## Contexte

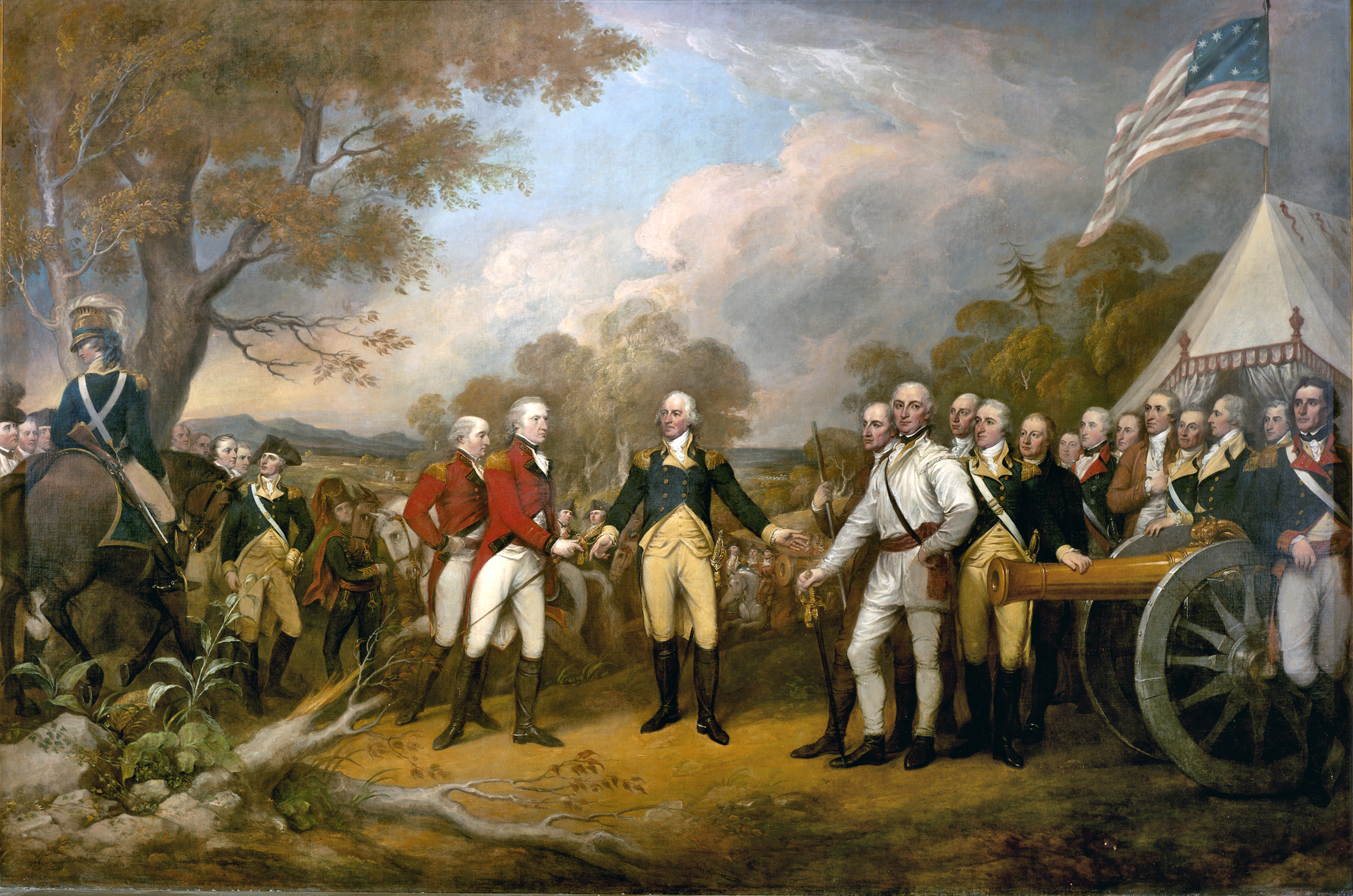
Reddition du général Burgoyne à Saratoga le 17 octobre 1777.

Après l’échec de Jonathan Eddy pour capturer fort Cumberland en 1776, la Grande-Bretagne avait construit de puissantes forces dans sa base navale de Halifax,. Bien que les Continentaux aient capturé Montréal en novembre 1775, ils furent refoulés un mois plus tard au Québec à la fois par l’armée britannique, sous le gouverneur de Guy Carleton, la difficulté du terrain et la météo et l’indifférence des gens du coin. Les forces continentales devaient être chassées du Québec en 1776, après la débâcle des glaces sur le fleuve Saint-Laurent et l’arrivée des transports britanniques en mai et juin. Il ne devait plus y avoir aucune tentative réelle de contester le contrôle britannique sur le Canada d’aujourd’hui avant la guerre de 1812.
En 1777, 1 500 miliciens loyalistes prirent part à une expédition britannique qui se solda par la capitulation de Burgoyne à la suite de la bataille de Saratoga au nord de New York. Après l’entrée de la France dans la guerre en 1778, de nombreux colons anglophones ayant des sympathies loyalistes craignirent que les Français ne tentent de reprendre leur ancienne colonie sur le Saint-Laurent, ce qui resserra leur soutien à la couronne britannique. Pendant le reste de la guerre, le Québec servit de base à des expéditions de pillage, menées principalement par les Loyalistes et les Indiens, contre les communautés frontalières.
Pendant les négociations de paix à Paris, les négociateurs des États-Unis se livrèrent à des tentatives répétées afin d’acquérir des territoires dans ce qui est maintenant le Canada, et le territoire aujourd’hui connu sous le nom de Territoire du Nord-Ouest, qui comprend les postes britanniques à Détroit et Mackinac, mais était surtout Territoire indien administré comme une partie de la province de Québec, est devenu une partie des États-Unis. L’actuel Michigan ne devait passer sous contrôle américain qu’en 1796.

## Expulsion
Les Loyalistes ont décidé de s’exiler dans la province de Québec située au Nord, car leur loyauté envers le roi d’Angleterre était encore très forte à la suite de l'indépendance des États-Unis. Les soldats, les miliciens britanniques, les collaborateurs de l’armée britannique ainsi que les prisonniers de droit commun furent expulsés.

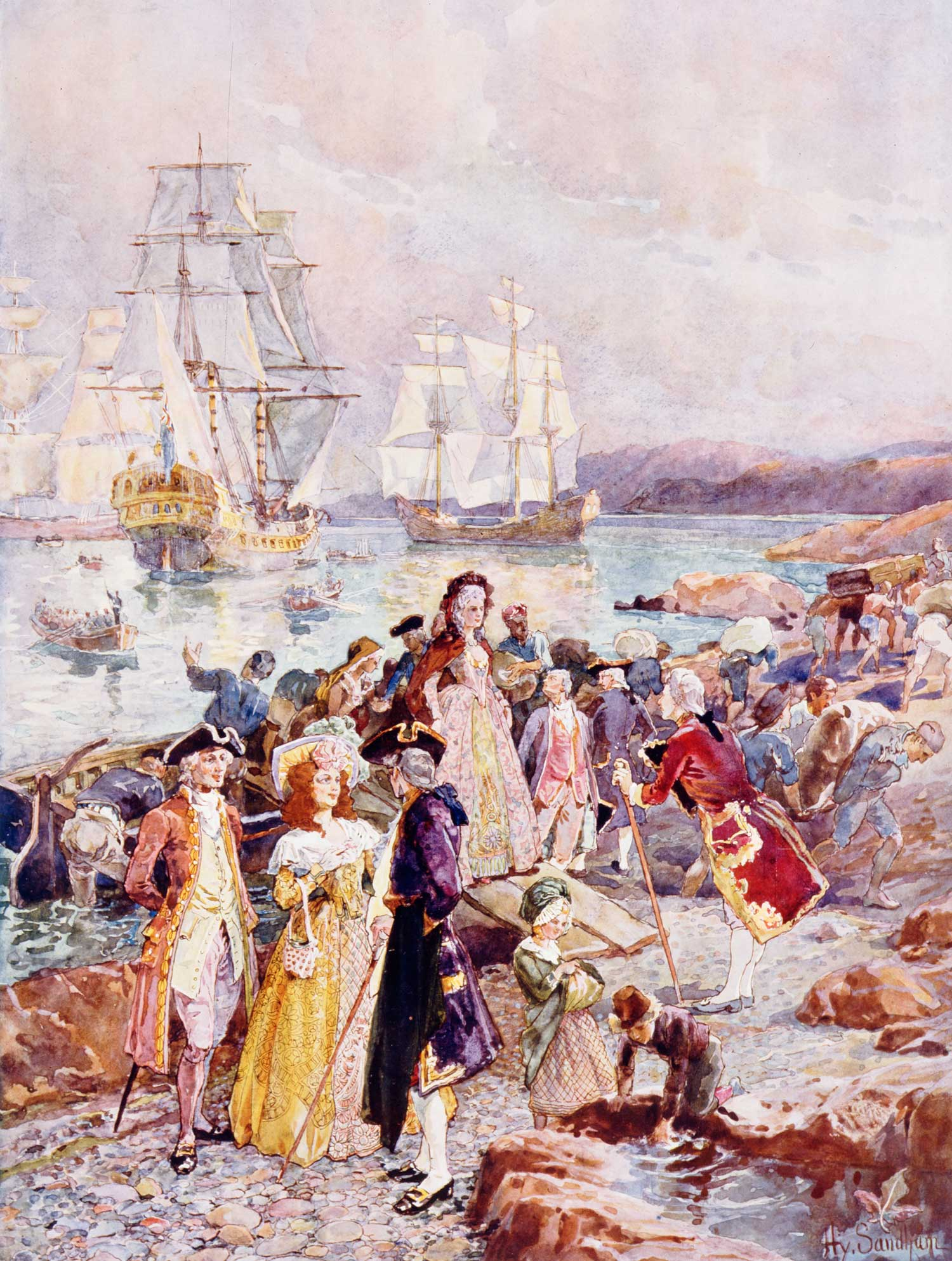
Arrivée des Loyalistes au Nouveau-Brunswick, vers 1783.

Le gouverneur James Henry Craig au Canada continua la politique de nouvelles implantations établies en Irlande par les Britanniques. Il octroya des terres et une prime d’installation pour tous les nouveaux colons anglais s’installant au Canada. Ainsi, la défaite des troupes britanniques à la bataille de Yorktown en octobre 1781, face aux généraux La Fayette, Rochambeau et Washington, provoqua-t-elle indirectement l’arrivée de 6 000 nouveaux « colons » britanniques, face aux 90 000 Français établis au Québec, bouleversant ainsi l’équilibre démographique, qui était très favorable aux Canadiens français. En effet, les troupes de Rochambeau et Lafayette choisirent majoritairement de rester aux États-Unis plutôt que de s’installer au Québec, dans la colonie britannique du Canada.
Pour éviter un soulèvement des propriétaires terriens francophones du Québec, les Loyalistes choisirent de s’établir à l’ouest de la rivière des Outaouais, à l’ouest de la capitale fédérale actuelle : Ottawa, (aujourd’hui l’Ontario). Cependant, plusieurs d’entre eux se sont fixés dans le futur Québec, dans les régions des Cantons-de-l’Est et de la Gaspésie ; d’autres s’installèrent au Nouveau-Brunswick, « colonie loyaliste » créée en 1784 par le Royaume-Uni à partir de la partie nord de la Nouvelle-Écosse, et en Nouvelle-Écosse même. On estime à 30 000 le nombre de loyalistes qui se sont établis dans les futures Provinces maritimes du Canada.
Réalisant l’importance d’un certain type de considération, le 9 novembre 1789, lord Dorchester, gouverneur du Québec, déclara qu’il souhaitait « mettre la marque d’honneur sur les familles qui avaient adhéré à l’unité de l’Empire. » Conséquemment à cette déclaration, les rouleaux imprimés de la milice portèrent la notation : 

« Ceux des Loyalistes qui ont adhéré à l’Unité de l’Empire, et rejoint l’Étendard Royal avant que le traité de Séparation de 1783, et tous leurs enfants et leurs descendants des deux sexes, doivent être distingués par les lettres capitales suivantes, apposées à leur nom : UE, par allusion à leur grand principe d’Unité de l’Empire. »

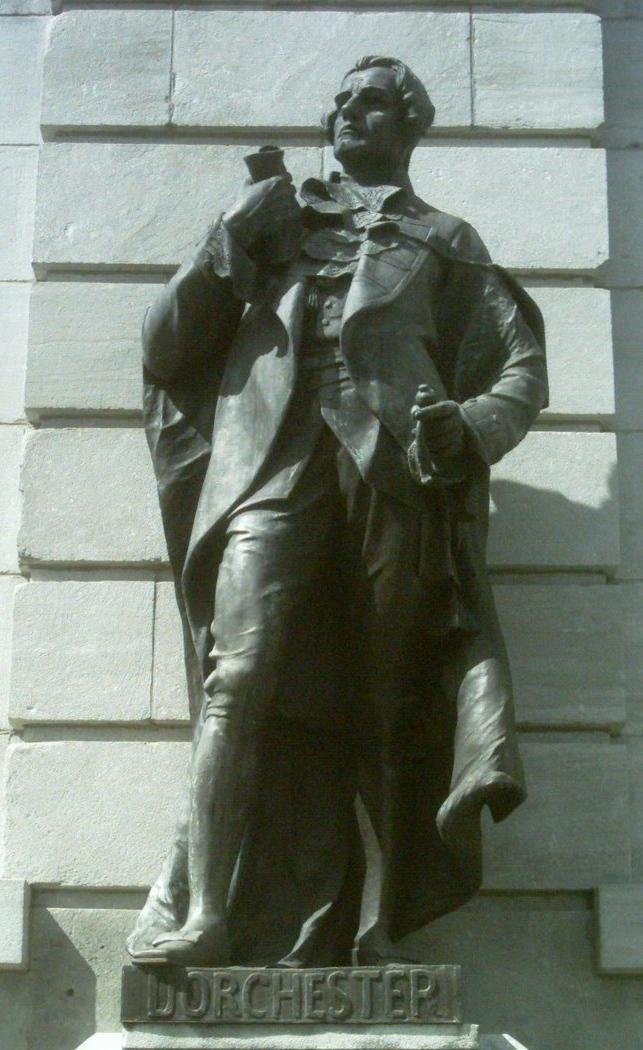
Statue de Guy Carleton, Lord Dorchester.

On rencontre rarement ce titre post-nominal à l’heure actuelle, mais l’influence des Loyalistes sur l’évolution du Canada demeure. Leurs liens avec la Grande-Bretagne et leur antipathie envers les États-Unis ont fourni la force nécessaire au maintien de l’indépendance du Canada et à son caractère distinct en Amérique du Nord.[citation nécessaire] La méfiance fondamentale des Loyalistes envers le républicanisme et la « voyoucratie » influencèrent néanmoins le cheminement progressif du Canada vers l’indépendance.[citation nécessaire] Les nouvelles provinces nord-américaines britanniques du Haut-Canada (ancêtres de l’actuel Ontario) et du Nouveau-Brunswick furent fondées comme lieux de refuge pour les Loyalistes de l’Empire-Uni.[citation nécessaire]
Des milliers d’Iroquois et d’autres Amérindiens furent expulsés de New York et d’autres États et réinstallés au Canada. Les descendants de ces groupes d’Iroquois, dirigés par Joseph Brant Thayendenegea, s’établirent dans la Réserve des six nations, la plus importante des réserves des Premières nations au Canada. Un groupe de Loyalistes afro-américains s’installa en Nouvelle-Écosse, avant d’émigrer de nouveau pour la Sierra Leone après y avoir subi la discrimination.
Benjamin Thompson, comte Rumford, était un loyaliste qui s’enfuit, au début de la guerre, à Londres où il devint un scientifique noté comme pionnier de la thermodynamique et pour ses recherches sur les munitions d’artillerie. Ayant exprimé en 1799 le désir de revenir aux États-Unis, il fut très sollicité par les Américains qui avaient besoin d’aide dans leur Quasi-guerre avec la France. Finalement, Rumford décida de rester à Londres parce qu’il était absorbé par l’établissement de la Royal Institution en Angleterre.
Beaucoup de loyalistes furent forcés d’abandonner d’importantes quantités de biens en Amérique, et la restauration ou la compensation de ces propriétés perdues fut un problème majeur au cours de la négociation du traité de Londres en 1794.

## Résistance au vieux système
En 1778, Frederick Haldimand a remplacé Guy Carleton, en devenant gouverneur de la province de Québec. Haldimand, comme les gouverneurs précédents, appréciait le travail assidu des Canadiens, et appliquait son pouvoir pour freiner les demandes des marchands anglais.
L’arrivée de 10 000 Loyalistes au Québec en 1784 détruisit la balance politique qu’Haldimand, et Carleton avant lui, avaient travaillé si dur à obtenir. Le nombre grandissant de colons anglais encourageait leurs demandes de représentations dans le gouvernement colonial. Pour rétablir l’équilibre, le roi George III renvoya Carleton à Québec pour résoudre le problème.
En dix ans, la province de Québec s’était transformée d’une façon spectaculaire. Ce qui fonctionnait pour Carleton en 1774 ne fonctionnerait plus en 1784. On ne pouvait plus restaurer la balance du pouvoir car il y avait trop de colons anglais qui ne voulaient pas avoir de compromis avec les 145 000 Canadiens où même le gouverneur lui-même. La situation exigeait une approche créative pour résoudre le problème.

## La séparation de la Province de Québec

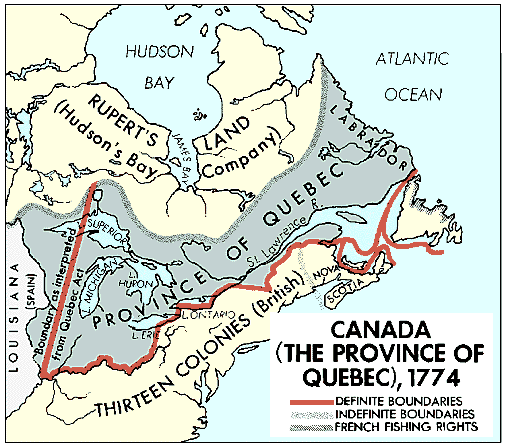
La province de Québec avant sa scission.

L’arrivée de 10 000 loyalistes américains entre 1783 et 1791 et leur répartition dans la colonie entraîna, par l’Acte constitutionnel de 1791, la scission de la Province de Québec en un Haut-Canada anglophone peuplé de Loyalistes, et un Bas-Canada francophone à l’est de la rivière des Outaouais. Les Loyalistes pétitionnèrent le gouvernement pour pouvoir utiliser le système anglais comme ils l’avaient utilisé dans les colonies anglaises. Le fait que les colons anglais ne veuillent rien savoir des Canadiens fit en soi que le gouverneur Haldiment (à la suggestion de Carleton), éloigna les Loyalistes de la ville de Québec et de Montréal en leur promettant 200 acres de terres gratuites sur le côté nord du lac Ontario. La province de Québec fut donc séparée sans aucune consultation des Canadiens français sur leur sort. Le sud de la province fut donné aux nouveaux Américains pour pouvoir reprendre les affaires commerciales comme avant (Business as usual). La séparation de la province de Québec donna donc naissance à deux provinces, le Haut-Canada et le Bas-Canada, chacune avec son propre gouvernement.

### Séparation de la Nouvelle-Écosse

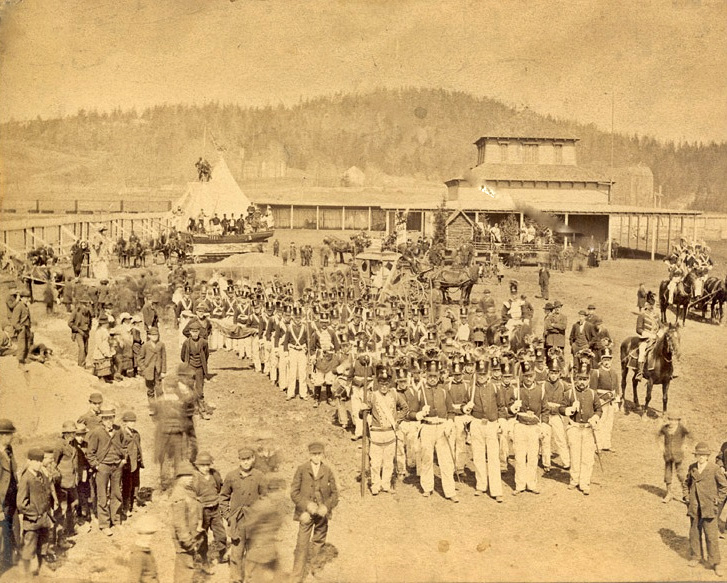
Parade pour le centenaire de l’arrivée des Loyalistes au Nouveau-Brunswick.

Quatorze mille Loyalistes s’établirent le long du fleuve Saint-Jean. Peu de temps après, ils demandèrent à jouir de leur propre colonie. En 1784, l’Angleterre scinda cette province en deux pour former le Nouveau-Brunswick, dont le colonel Thomas Carleton, frère cadet de Guy Carleton, fut nommé le premier lieutenant-gouverneur, poste qu’il devait occuper les trente années suivantes.

## Aux États-Unis
Après la guerre d’indépendance, le traité de Paris de 1783 prévoyait le retour des loyalistes aux États-Unis. Le Congrès devait inciter les États à les réintégrer, à abolir les lois anti-loyalistes et à leur rendre les biens spoliés. La Nouvelle-Angleterre appliqua ces recommandations, ce qui permit le retour de nombreux loyalistes. Mais la situation fut plus difficile dans le Sud et à New York et le retour à la normale nécessita plus de temps.

## Quelques Loyalistes connus
- Benedict Arnold, général révolutionnaire passé aux Anglais ;
- Joseph Brant Thayendenegea, chef de guerre mohawk ;
- Joseph Galloway, membre de l’Assemblée provinciale de Pennsylvanie ;
- Sir Egerton Leigh, 1er baronnet, procureur général, arpenteur général de Caroline du sud ;
- John Graves Simcoe, commandant des Queen's Rangers à partir de 1777 ;
- Sir Benjamin Thompson, comte de Rumford, fonctionnaire royal et scientifique.